# Tobias Paczia
Tobias Paczia est un joueur international allemand de rink hockey.

## Palmarès
En 2015, il participe au championnat du monde de rink hockey en France.